# Axinita-(Fe)
La axinita-(Fe), o ferroaxinita es un mineral borosilicato de aluminio y calcio, del grupo de la axinita en la que el hierro es el metal dominante en una posición de la estructura que también puede ocupar el magnesio y el manganeso. Su fórmula ideal es Ca4(Fe2+)2Al4[B2Si8O30](OH)2. Es el primer mineral de este grupo que se descubrió, y el que aparece en mayor número de yacimientos. Se conoce desde 1785, descrita por Romé de Lisle, recibiendo varios nombres hasta que en 1797 Rene Just Haüy le dio el de axinita, de la palabra griega que significa hacha, por el filo del lateral de sus cristales. Posteriormente recibió el nombre de ferroaxinita, para diferenciarla de las especies con otro catión dominante, y desde 2007 el de axinita-(Fe). Puesto que Romé de Lisle estudió los cristales procedentes de Saint Christophe-en-Oisans,  Le Bourg-d'Oisans,  Isère (Francia), se considera a ésta la localidad tipo. Es un mineral muy atractivo desde el punto de vista coleccionístico, y ocasionalmente se ha utilizado también como gema. 

## Propiedades físicas y químicas
La axinita-(Fe) tiene hierro en forma ferrosa como catión dominante en la posición que puede ocupar el magnesio y el manganeso, que lo substituyen formando series continuas. La variación en la composición puede atribuirse, al menos en parte, a la diferncia en la temperatura de formación. Las composiciones intermedias corresponderían generalmente a temperaturas de formación más elevadas. Se encuentra como cristales tabulares, a veces bien diferenciados y en otros casos formando agregados granudos en los que se aprecian las secciones. Puede ser casi transparente, aunque lo habitual es que sea turbia por la presencia de fracturas, inclusiones gaseosas o inclusiones de otros silicatos, especialmente cloritas y actinolita. 

## Yacimientos
Los minerales del grupo de la axinita se encuentran en entornos de metamorfismo de contacto, regional o metasomático de grado medio a bajo, que contenban boro. La axinita-(Fe) es un mineral relativamente común, mucho más que los otros minerales de su grupo, y se ha encontrado en varios centenares de localidades. En la zona de Saint Christophe-en-Oisans,  Le Bourg-d'Oisans,  Isère (Francia), se han encontrado múltiples yacimientos, con cristales de hasta 3 cm. Los mejores ejemplares, con cristales transparentes de hasta 6 cm, son probablemente los se han encontrado en el monte Puiva,  Saranpaul,  Oblast de Tyumen (Rusia). Están asociados con cristales de cuarzo y con diversos silicatos. En España, los mejores ejemplares, con cristales de hasta 4 cm, se han encontrado en el embalse de Les Escales, Tremp (Lérida). Están asociados a epidota, actinolita y turmalina en fisuras de una dolerita que ha sufrido una alteración hidrotermal. Se han encontrado también cristales de actinolita de tamaño centimétrico, asociados a epidota en fisuras de dolerita en Idiazale, Meñaca (Vizcaya). En Perú se han encontrado ejemplares notables, con cristales de hasta 5 cm, en Espinal, departamento de Ica. En Sayán, provincia de Huaura, aparece axinita-(Fe) como cristales centimétricos muy brillantes, asociada a cuarzo y a epidota. En México aparece axinita en forma de cristales en varias localidades de Baja California, perticularmente en los municipios de Tecate y de Ensenada. 